# Austria all'Eurovision Choir
L'Austria ha partecipato all'Eurovision Choir of the Year nel 2017, insieme ad altre 8 nazioni aspiranti.
L'emittente televisiva austriaca ORF è responsabile per le partecipazioni alla competizione corale.
Si è ritirata a partire dal 2019.

## Partecipazioni
- Primo posto
- Secondo posto
- Terzo posto

| Anno                            | Coro          | Lingua                   | Brano/i                      | Posizione |
| ------------------------------- | ------------- | ------------------------ | ---------------------------- | --------- |
| 2017                            | Hardchor Linz | Latino, Tedesco, Inglese | Ave Maria I tua wos i wü Rah | NF        |
| Nessuna partecipazione nel 2019 |               |                          |                              |           |

## Direttori
Le persone che hanno condotto i cori durante la manifestazione:
- 2017: Alexander Koller